# Iglesia de la Trinidad (Langzhong)
La iglesia de la Trinidad, también conocida como iglesia episcopal protestante, es un templo de culto protestante, situado en la calle de Langjiaguai de la ciudad de Langzhong (Sichuan). Fundado en 1893, este edificio es el primer templo anglicano construido en Sichuan, antiguamente perteneciente a la diócesis de Szechwan Oriental. Desde 1954 está sometido al control de la Iglesia patriótica de las tres autonomías, sancionada por el estado.

## Contexto histórico

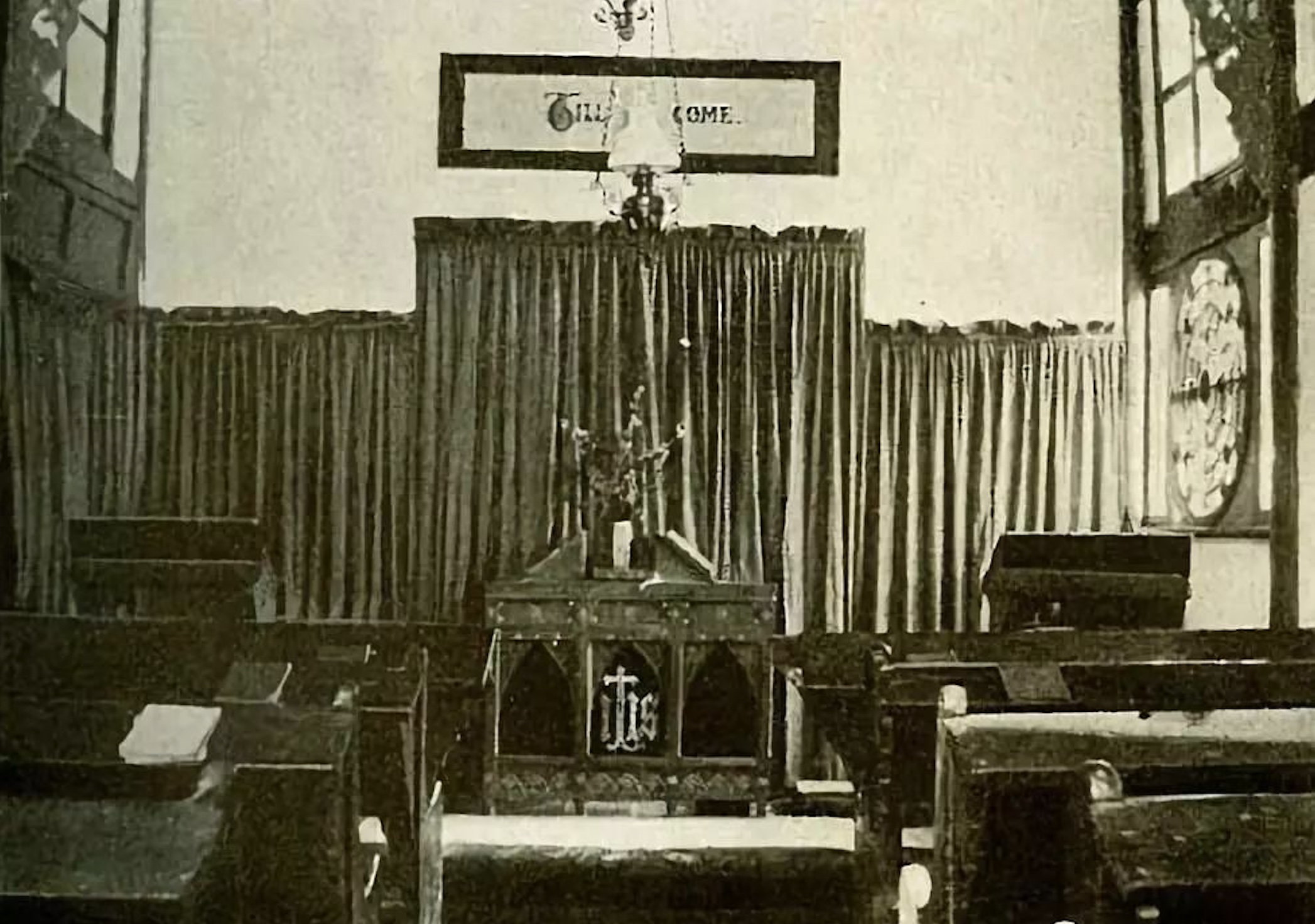
Interior de la iglesia de la Trinidad durante los años 1890.

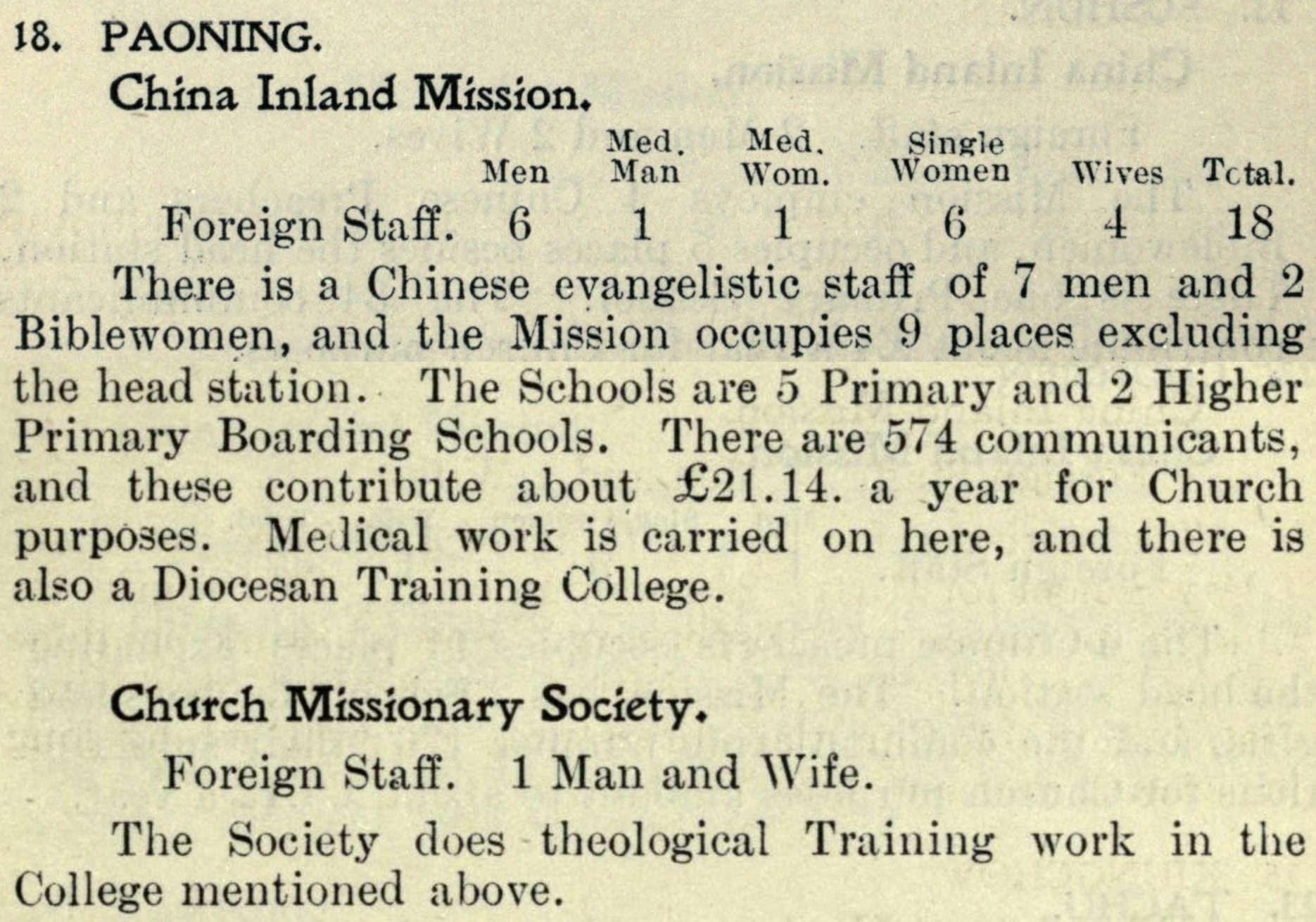
Encuesta del trabajo misionero de la China Inland Mission y la Church Missionary Society en Paoning, publicada en 1913.

La iglesia de la Trinidad fue construida en 1893 con el estilo indígena, bajo la supervisión de William Cassels, uno de los siete de Cambridge y el futuro obispo de la diócesis de Szechwan.
Siendo el primer templo de culto anglicano construido en Langzhong (antiguamente conocida como Paoning, sede de la diócesis anglicana), el estilo elegido es en consideración de ser más aceptable para los lugareños. Adoptó el estilo de los edificios residenciales tradicionales de Sichuan noroccidental, completamente integrado en su entorno.
En su libro The Yangtze Valley and Beyond, Isabella Bird dejó escrita de la iglesia: «es de estilo chino, las ventanas del cancel están “vidriadas” con papel de colores para simular vidrieras, y tiene capacidad para doscientos. [...] La iglesia estaba abarrotada en maitines, y la multitud se paraba afuera, donde podían ver y oír, esta publicidad contrasta con la práctica romana.»
Más de diez años de trabajo misionero dieron resultados visibles, la iglesia de la Trinidad ya no era capaz de acomodar a la creciente congregación. La implementación de un proyecto de construcción de una catedral comenzó en 1908. Después de una serie de problemas, la catedral de San Juan Evangelista se construyó finalmente en 1914, situada en la callde de Yangtianjing, a solo 50 metros de la iglesia de la Trinidad.
Después de la toma de poder por parte de los comunistas en China en 1949, las Iglesias cristianas en China se vieron obligadas a romper sus lazos con las respectivas iglesias en el extranjero, lo que llevó a la fusión de la iglesia de la Trinidad en la Iglesia patriótica de las tres autonomías establecida por el régimen comunista.
A partir de 2000, el centro histórico de Langzhong se ha convertido en un destino turístico de más rápido crecimiento. Sin embargo, la iglesia de la Trinidad mantiene su estilo original, con su serenidad que está fuera del bullicio de la zona turística cercana.